# コロナダイト
コロナダイトまたはコロナド鉱(Coronadite)は、黒色の単斜晶系鉱物である。2種類の酸化数の鉛とマンガンの三元酸化物を含む。この鉱物は、スペイン人のコンキスタドールで、アメリカ合衆国南西部を探検したフランシスコ・バスケス・デ・コロナドに因んで、スウェーデン系アメリカ人の地質学者で近代鉱床学の創始者ヴァルダマー・リンドグレーンが1905年に名付けた。